# Joseph Graybill
Joseph Graybill, nato Harold Joseph Graybill  (Kansas City, 14 aprile 1887 – New York, 3 agosto 1913), è stato un attore statunitense teatrale e cinematografico.

## Filmografia
- The Light That Came, regia di David W. Griffith – cortometraggio (1909)
- The Purgation, regia di David W. Griffith – cortometraggio (1910)
- A Victim of Jealousy, regia di David W. Griffith – cortometraggio (1910)
- The Face at the Window, regia di David W. Griffith – cortometraggio (1910)
- The Marked Time-Table, regia di David W. Griffith – cortometraggio (1910)
- A Child's Impulse, regia di David W. Griffith – cortometraggio (1910)
- Muggsy's First Sweetheart, regia di David W. Griffith – cortometraggio (1910)
- A Midnight Cupid, regia di David W. Griffith – cortometraggio (1910)
- What the Daisy Said, regia di David W. Griffith – cortometraggio (1910)
- A Flash of Light, regia di David W. Griffith – cortometraggio (1910)
- As the Bells Rang Out!, regia di David W. Griffith – cortometraggio (1910)
- The Call to Arms, regia di David W. Griffith – cortometraggio (1910)
- An Arcadian Maid, regia di David W. Griffith – cortometraggio (1910)
- The House with Closed Shutters, regia di David W. Griffith – cortometraggio (1910)
- When We Were in Our Teens, regia di Frank Powell (1910)
- An Old Story with a New Ending, regia di David W. Griffith  e Frank Powell   (1910)
- In Life's Cycle, regia di David W. Griffith – cortometraggio (1910)
- The Broken Doll, regia di David W. Griffith – cortometraggio (1910)
- The Fugitive, regia di David W. Griffith – cortometraggio (1910)
- Effecting a Cure, regia di Frank Powell (1910)
- Turning the Tables, regia di Frank Powell (1910)
- Happy Jack, a Hero, regia di Frank Powell (1910)
- His Sister-In-Law, regia di David W. Griffith – cortometraggio (1910)
- The Lesson, regia di David W. Griffith – cortometraggio (1910)
- White Roses, regia di Frank Powell    (1910)
- Winning Back His Love, regia di David W. Griffith – cortometraggio (1910)
- The Italian Barber, regia di D.W. Griffith – cortometraggio (1911)
- Help Wanted, regia di Frank Powell (1911)
- His Trust: The Faithful Devotion and Self-Sacrifice of an Old Negro Servant, regia di D.W. Griffith (1911)
- Fisher Folks, regia di D.W. Griffith (1911)
- The Heart of a Savage, regia di D.W. Griffith (1911)
- A Decree of Destiny, regia di D.W. Griffith (1911)
- Conscience, regia di D.W. Griffith (1911)
- Was He a Coward?, regia di D.W. Griffith (1911)
- Teaching Dad to Like Her, regia di David W. Griffith, Frank Powell (1911)
- The Lonedale Operator, regia di D.W. Griffith (1911)
- Priscilla's April Fool Joke, regia di Frank Powell (1911)
- Priscilla and the Umbrella, regia di Frank Powell (1911)
- Madame Rex, regia di D.W. Griffith (1911)
- How She Triumphed, regia di D.W. Griffith (1911)
- The New Dress, regia di D.W. Griffith (1911)
- The Crooked Road, regia di D.W. Griffith (1911)
- The White Rose of the Wilds, regia di D.W. Griffith (1911)
- A Romany Tragedy, regia di D.W. Griffith (1911)
- Enoch Arden: Part I, regia di David W. Griffith (1911)
- Enoch Arden: Part II
- The Primal Call, regia di D.W. Griffith (1911)
- Bobby, the Coward, regia di D.W. Griffith (1911)
- A Country Cupid, regia di D.W. Griffith (1911)
- The Last Drop of Water, regia di D.W. Griffith (1911)
- Out from the Shadow, regia di D.W. Griffith (1911)
- The Blind Princess and the Poet, regia di David W. Griffith (1911)
- The Diving Girl, regia di Mack Sennett (1911)
- The Villain Foiled, regia di Henry Lehrman e Mack Sennett (1911)
- The Baron, regia di Mack Sennett (1911)
- The Making of a Man, regia di D.W. Griffith (1911)
- Italian Blood, regia di D.W. Griffith (1911)
- The Adventures of Billy, regia di D.W. Griffith (1911)
- The Long Road, regia di David W. Griffith (1911)
- Love in the Hills, regia di D.W. Griffith (1911)
- The Battle, regia di D.W. Griffith (1911)
- Through Darkened Vales, regia di D.W. Griffith (1911)
- The Failure, regia di D.W. Griffith (1911)
- Saved from Himself, regia di D.W. Griffith (1911)
- The Voice of the Child, regia di D.W. Griffith (1911)
- The Joke on the Joker, regia di Mack Sennett (1912)
- A Blot on the 'Scutcheon, regia di David W. Griffith (1912)
- On Probation (1912)
- The Silent Witness (1912)
- The Arab's Bride, regia di George Nichols (1912)
- Flying to Fortune, regia di George Nichols (1912)
- The Root of Evil, reggia di  D.W. Griffith (1912)
- For Sale -- A Life, regia di George Nichols (1912)
- The Girl of the Grove, regia di George Nichols (1912)
- A Love of Long Ago, regia di George Nichols (1912)
- Rejuvenation, regia di George Nichols (1912)
- The Ring of a Spanish Grandee, regia di George Nichols (1912)
- The Painted Lady, regia di D.W. Griffith (1912)
- Gold and Glitter, regia di D.W. Griffith (1912)
- The Informer, regia di D.W. Griffith (1912)
- Brutality, regia di D.W. Griffith (1912)
- The Star of Bethlehem, regia di Lawrence Marston (1912)
- The God Within, regia di D.W. Griffith (1912)
- Buried Alive in a Coal Mine, regia di Albert W. Hale (1913)
- Saving Mabel's Dad, regia di Mack Sennett (1913)
- The Wizard of the Jungle, regia di Howard Shaw (1913)
- A Woman's Way (1913)
- In the Haunts of Fear (1913)
- The Blight (1913)